# Het boek der open baring
Het boek der open baring is een boek van Noud van den Eerenbeemt. Het boek werd uitgegeven door uitgeverij De Nederlandsche Boekhandel (thans: Pelckmans) en later herdrukt door uitgeverij Parsifal onder de nieuwe titel Bewust zijn in de nieuwe tijd.
Bijzonder aan dit boek is dat de auteur – overigens op een vaak etymologisch onverantwoorde wijze – bijna alle woorden splitst om ze een nieuwe betekenisdimensie te geven.
Zie ook Willem Spark, als voorbeeld van opzettelijk verkeerde woordsplitsing.